# Somatidia australiae
Somatidia australiae là một loài bọ cánh cứng trong họ Cerambycidae.